# 本鶴來站
本鶴來站（日语：／ Hontsurugi eki */?）是位於石川縣石川郡鶴來町（現時：白山市），北陸鐵道能美線的鐵路車站（廢站）。

## 歷史
在車站啟用前的申請進行工程階段，此站名為「古町停留場」。

### 年表
- 1932年（昭和7年）1月16日：能美電氣鐵道開設此站[注 1]。
- 1939年（昭和14年）8月1日：金澤電氣軌道收購合併能美電氣鐵道[3]。
- 1941年（昭和16年）8月1日：北陸合同電氣（現時：北陸電力）合併金澤電氣軌道。
- 1943年（昭和18年）10月13日：在轉讓業務下，成為北陸鐵道能美線車站。
- 1980年（昭和55年）9月14日：能美線全線廢除，此站也被廢除[2]。

## 車站構造
此站是地面車站，設有1面1線的單式月台。此站至鶴來站之間約300米區間是與石川線並行的雙線區間。而石川線路軌上於此站是沒有月台。

## 現狀
車站遺址變成生活道路。曾經用作貨棚的建築物現時變為倉庫。

## 相鄰車站
北陸鐵道
能美線
鶴來－本鶴來－岩本

## 注腳

## 相關項目
- 日本鐵路車站列表 Ho